# سون دونگ وون
سون دونگ وون (کره‌ای: 손동운؛ زادهٔ ۶ ژوئن ۱۹۹۱) که بیشتر با نام دونگ‌وون (کره‌ای: 동운) شناخته می‌شود، خواننده، ترانه‌سرا و بازیگر اهل کره جنوبی است. او یکی از اعضای گروه پسرانهٔ هایلایت است که قبلاً با نام بیست شناخته می‌شد.

## فیلم‌شناسی

### مجموعه تلویزیونی
| سال  | عنوان       | نقش     | توضیحات | منابع |
| ---- | ----------- | ------- | ------- | ----- |
| ۲۰۲۲ | وب‌تون امروز | اوه یون |         | [ ۱ ] |

### مجموعه اینترنتی
| سال  | عنوان                  | نقش     | توضیحات      | منابع |
| ---- | ---------------------- | ------- | ------------ | ----- |
| ۲۰۲۱ | رفقایی که می‌خوام بگیرم | دونگ‌وون | دینگو میوزیک | [ ۲ ] |

### برنامه تلویزیونی
| سال  | عنوان                            | نقش          | توضیحات                         | منابع |
| ---- | -------------------------------- | ------------ | ------------------------------- | ----- |
| ۲۰۱۷ | بتل تریپ                         | شرکت کننده   | به همراه یون دو جون؛ قسمت ۵۲–۵۳ |       |
| ۲۰۱۷ | بتل تریپ                         | مجری ویژه    | قسمت ۷۳                         |       |
| ۲۰۱۸ | آمور فاتی                        | عضو بازیگران |                                 |       |
| ۲۰۲۲ | آیا این جدایی، یادآوری خواهد شد؟ | داور         |                                 | [ ۳ ] |
| ۲۰۲۲ | د لیسن: صدایی که دوست داشتیم     | عضو بازیگران |                                 | [ ۴ ] |

### برنامه اینترنتی
| سال  | عنوان                       | نقش          | توضیحات              | منابع |
| ---- | --------------------------- | ------------ | -------------------- | ----- |
| ۲۰۱۸ | من به تو یک جهان هستی می‌دهم | عضو بازیگران |                      |       |
| ۲۰۲۲ | تحویل ۲                     | مجری         | به همراه یانگ یو سوب | [ ۵ ] |

### میزبان
| سال  | عنوان        | نقش                                        | منابع |
| ---- | ------------ | ------------------------------------------ | ----- |
| ۲۰۱۸ | اسکول اتک    | به همراه اون جی-وون و جویی                 |       |
| ۲۰۱۸ | GOT YA! GWSN | به همراه کیم شین یونگ، پارک سوجین و دین‌دین |       |